# Jan Sigurd Ervik
Jan Sigurd Ervik (3 gennaio 1951) è un ex calciatore norvegese, di ruolo attaccante.

## Carriera

### Club
Ervik giocò con la maglia dello Start dal 1979 al 1984.